# Ешневе
Ешневе (на френски: Échenevex) е град в югоизточна Франция, част от департамента Ен в регион Рона-Алпи. Населението му е 2172 души (по данни от 1 януари 2016 г.).